# Liechtensteiner-Cup 2003-2004
La Liechtensteiner-Cup 2003-2004 è stata la 59ª edizione della coppa nazionale del Liechtenstein disputata tra il 23 settembre 2003 (con gli incontri del turno preliminare) e il 25 maggio 2004 e conclusa con la vittoria finale del Vaduz, al suo trentatreesimo titolo e settimo consecutivo.

## Formula
Alla competizione, che si svolse ad eliminazione diretta con partita unica, parteciparono le sette squadre del principato che potevano iscrivere anche più di un team.

## Turno Preliminare
Gli incontri si disputarono il 23 e 24 settembre 2003.
| Squadra 1            | Risultato | Squadra 2             |
| -------------------- | --------- | --------------------- |
| FC Vaduz III         | 0 - 1     | FC Triesen Espanol    |
| USV Eschen/Mauren IV | 4 - 6     | FC Schaan II          |
| FC Triesen III       | 3 - 4     | USV Eschen/Mauren III |

## Ottavi di finale
Gli incontri si giocarono tra il 21 ottobre 2003 e il 1º aprile 2004.
| Squadra 1          | Risultato | Squadra 2            |
| ------------------ | --------- | -------------------- |
| FC Schaan II       | 0 - 11    | Vaduz                |
| FC Ruggell         | 2 - 4     | USV Eschen/Mauren II |
| FC Balzers II      | 0 - 1     | FC Triesen           |
| FC Ruggell II      | 1 - 5     | USV Eschen/Mauren    |
| FC Schaan Azzurri  | 2 - 5     | FC Triesenberg       |
| FC Triesenberg II  | 3 - 2     | FC Schaan            |
| FC Vaduz Portugues | 0 - 1     | FC Balzers           |

## Quarti di finale
Gli incontri si giocarono tra il 7 e il 12 aprile 2004.
| Squadra 1            | Risultato | Squadra 2         |
| -------------------- | --------- | ----------------- |
| USV Eschen/Mauren II | 2 - 3     | FC Balzers        |
| FC Triesen Espanol   | 1 - 2     | FC Triesenberg    |
| FC Triesenberg II    | 0 - 11    | USV Eschen/Mauren |
| FC Triesen           | 0 - 9     | Vaduz             |

## Semifinale
Gli incontri si giocarono il 5 e 19 maggio 2004.
| Squadra 1         | Risultato | Squadra 2  |
| ----------------- | --------- | ---------- |
| USV Eschen/Mauren | 2 - 5     | Vaduz      |
| FC Triesenberg    | 1 - 2     | FC Balzers |

## Finale
La finale si giocò a Vaduz il 25 maggio 2004.
| Arbitro: | Reto Rutz |

|                                                                                   |           |  |
| Michele Polverino 30’ Daniele Polverino 31’ 79’ Marco Perez 45’ Steve Gohouri 73’ | Marcatori |  |